# Киперная лента
Ки́перная ле́нта — хлопчатобумажная (реже шёлковая или полушёлковая) тесьма из киперной ткани шириной от 8 до 50 мм, саржевого или диагонального переплетения; суровая, отбельная или гладкокрашеная. Материал ленты отличается высокой плотностью за счёт переплетения, он толще, чем у своего ближайшего аналога — миткалевой ленты — из-за использования более толстых нитей.
Области применения:
- пошив специальной одежды и униформы, изготовление снаряжения (для рабочих, для армии и военизированных формирований);
- окантовка краёв швов верхней одежды;
- электромонтажные и кабельные работы;
- изготовление канцелярских товаров (тесёмки папок для бумаг);
- переплётные работы;
- намотка трансформаторов (радиолюбителями);
- упаковка изделий;
- подвязка тепличных растений (томаты, огурцы и тому подобные).

## Галерея

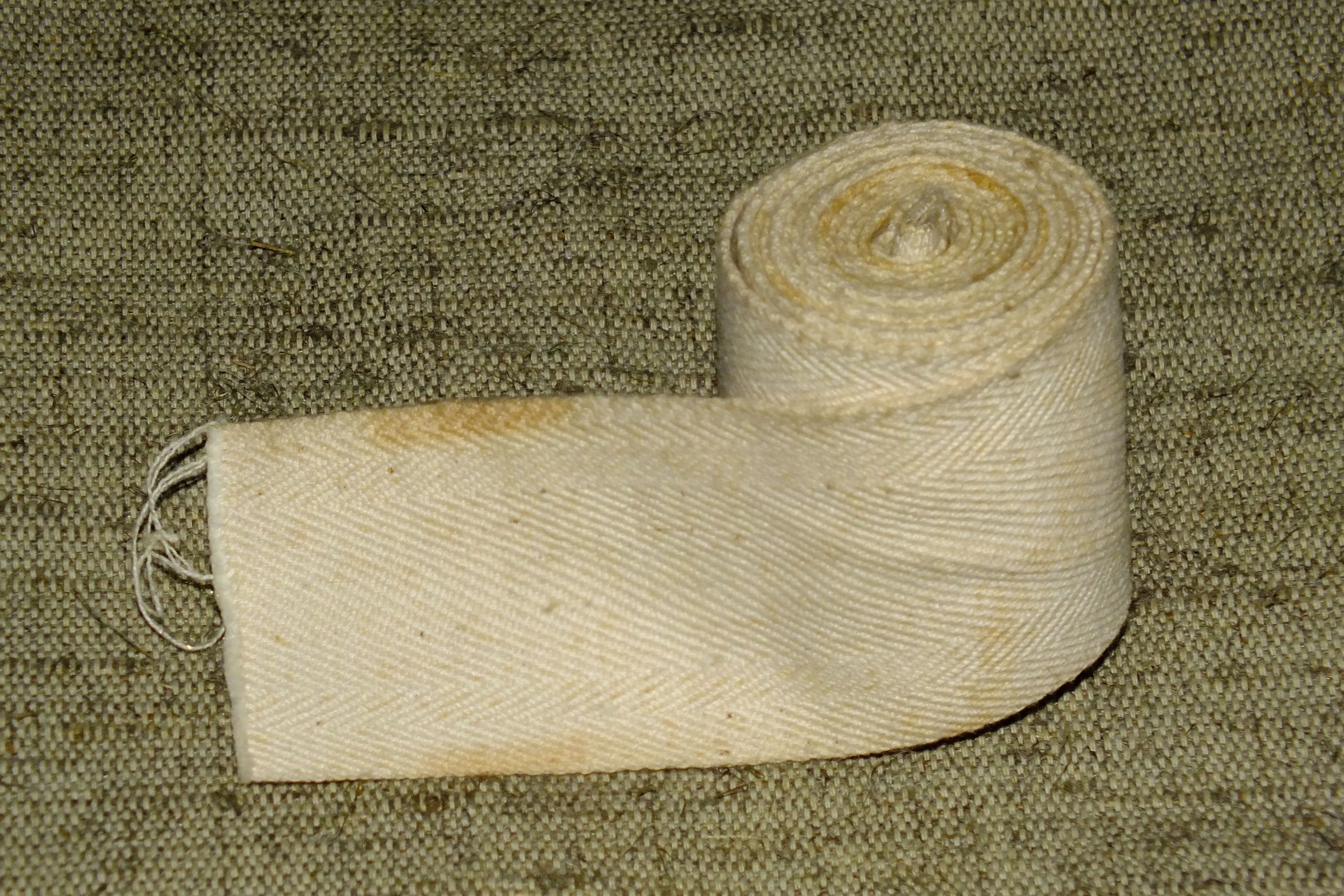
Киперная лента в рулоне
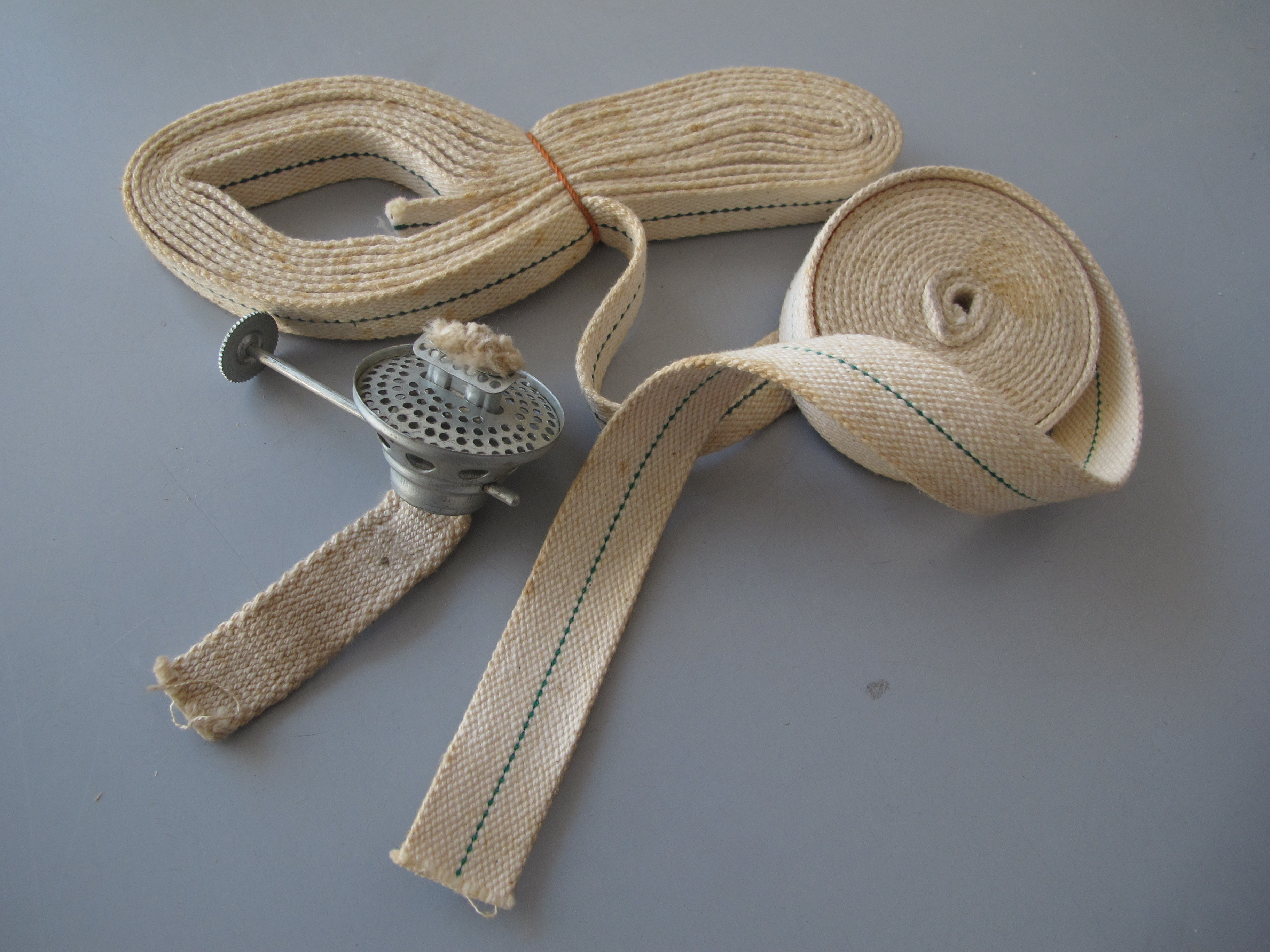
Киперная лента, используемая в качестве фитиля в керосинке
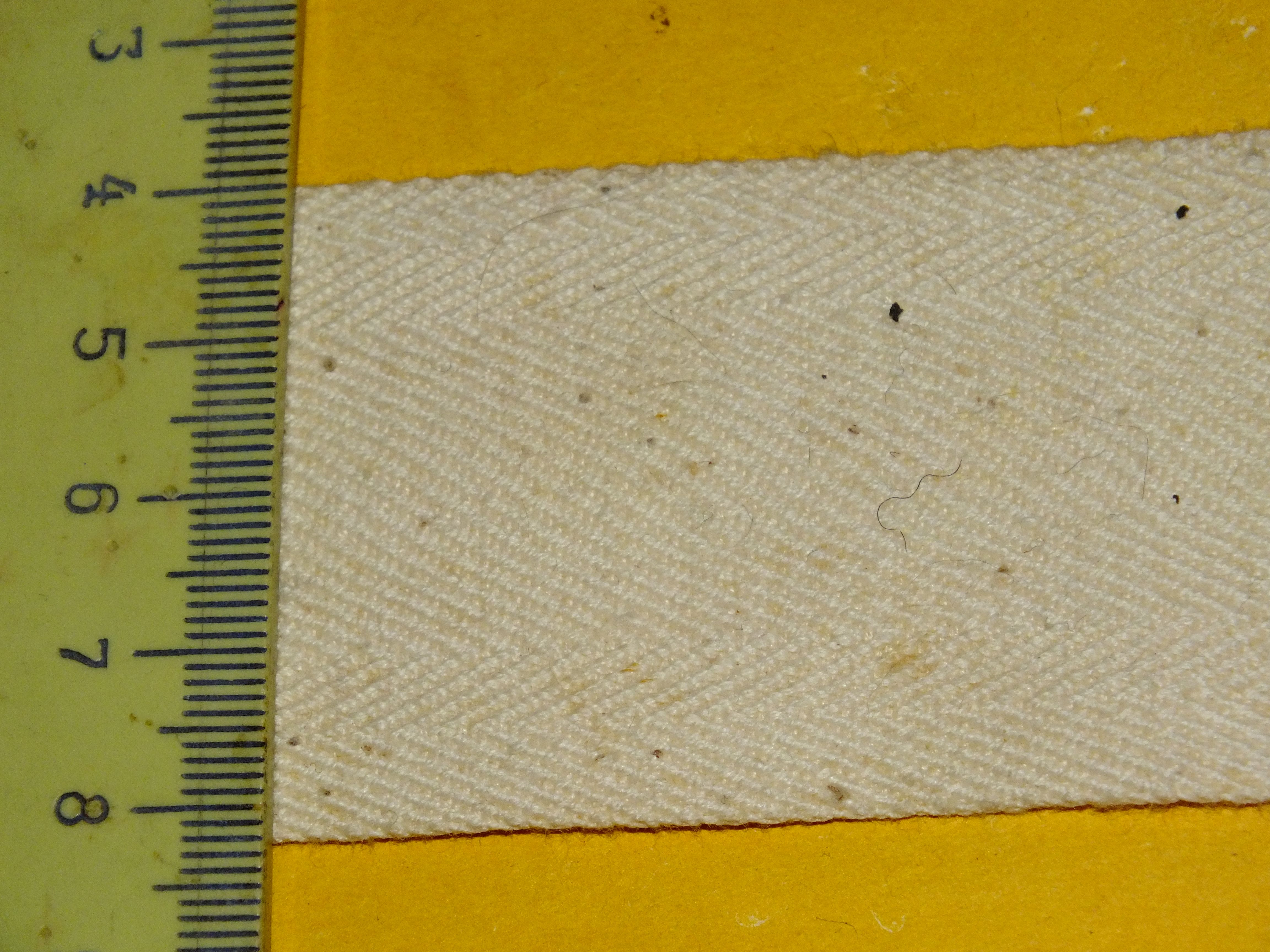
Киперная лента, структура ткани
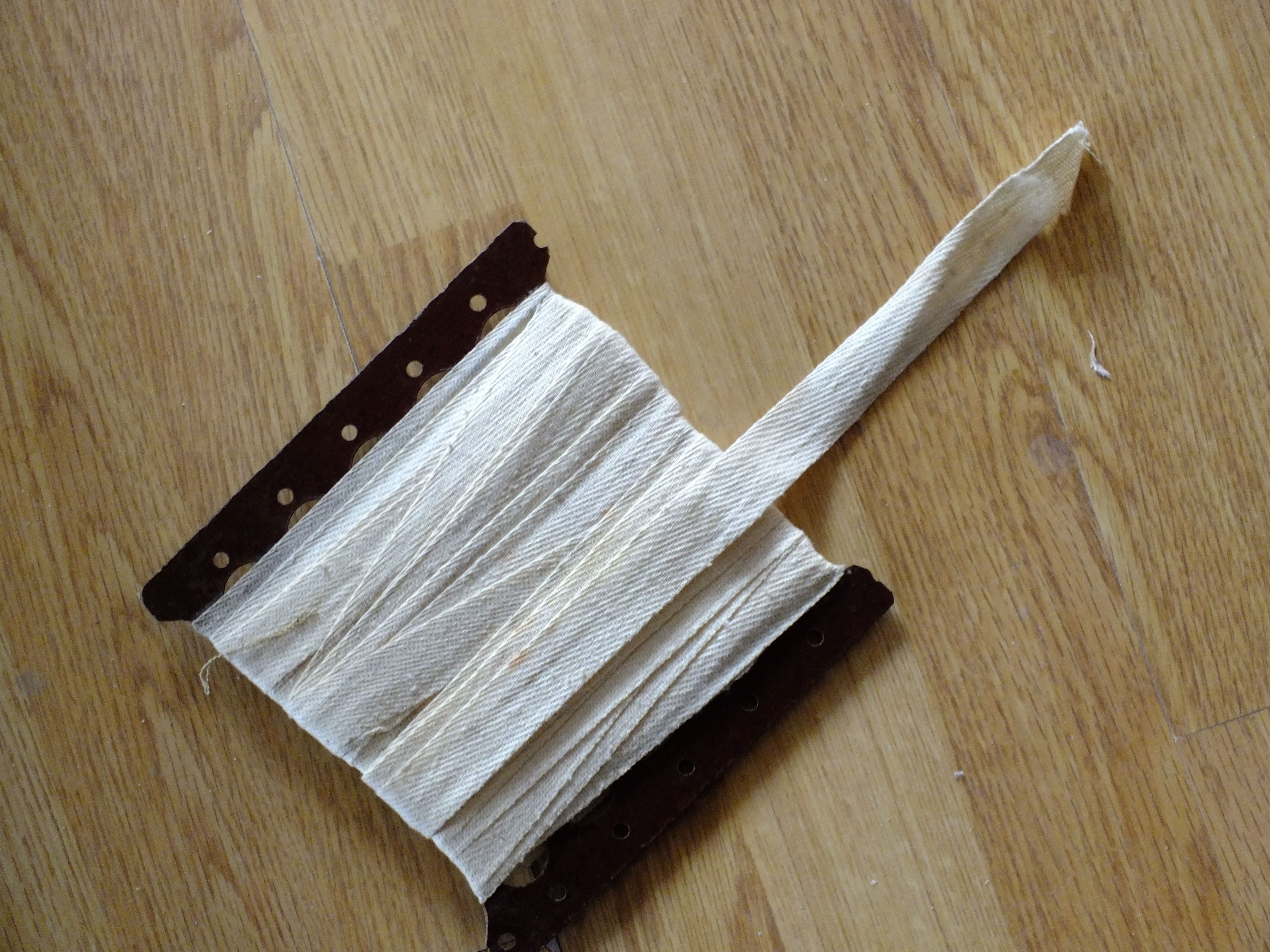
Киперная лента на мотовильце
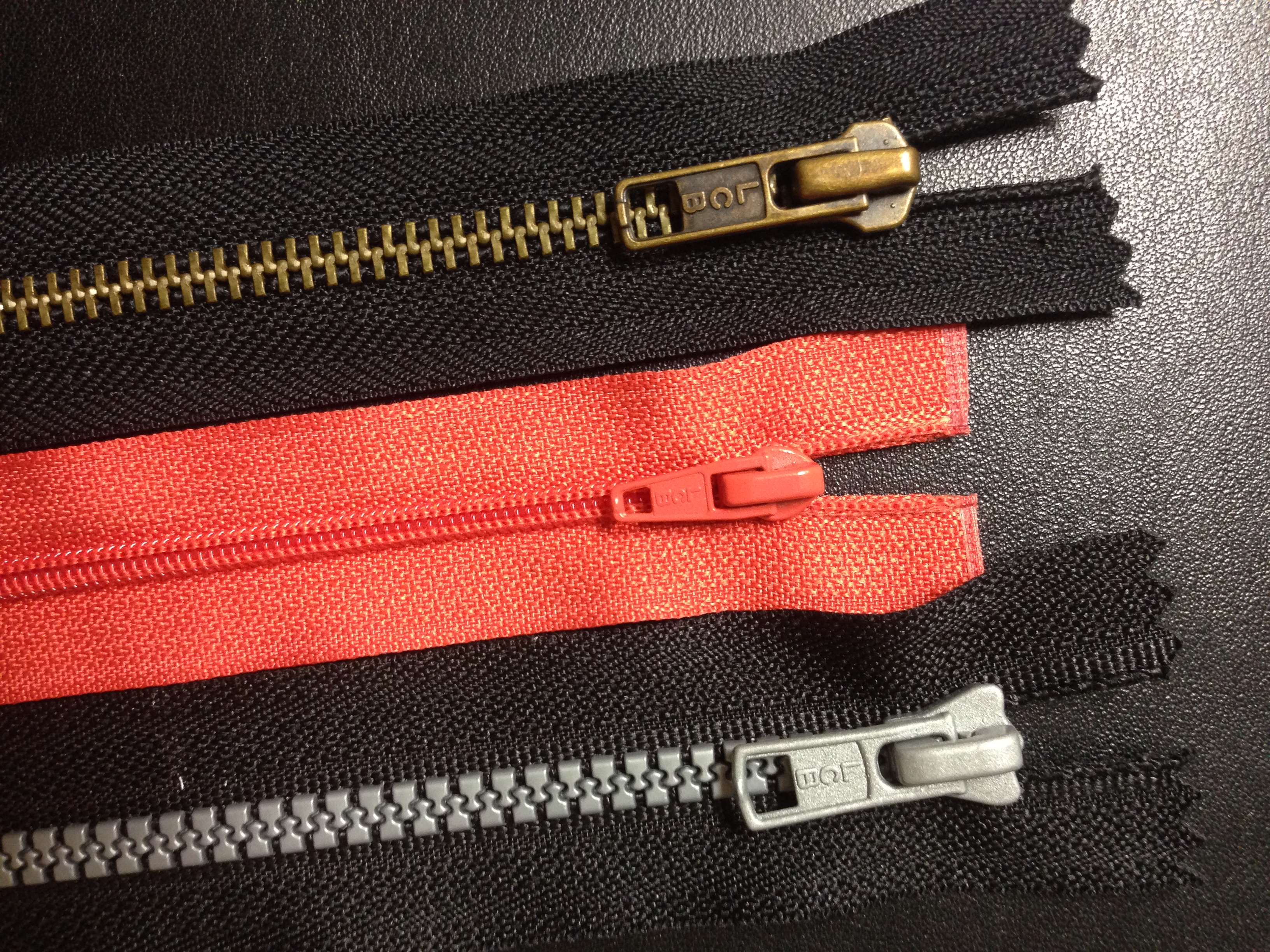
Застёжки-молнии